# Анн Ліннет

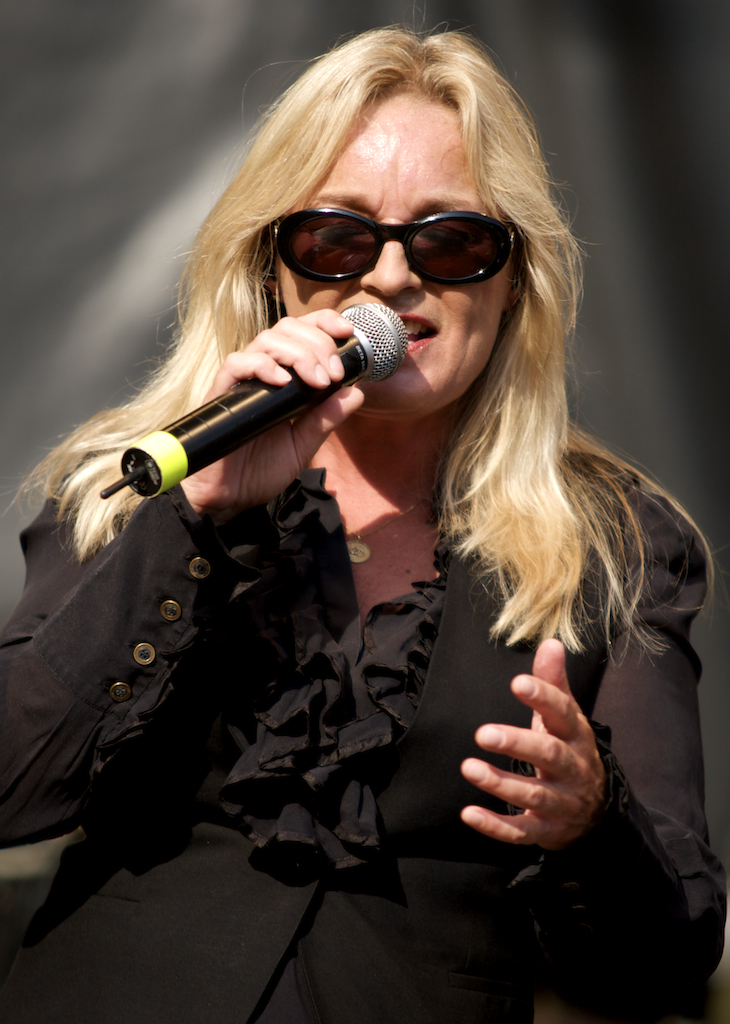
Анн Ліннет (2009)

Анн Ліннет (нар. 30 липня 1953, Орхус, Данія) — данська співачка, музикантка, композиторка і письменниця. Визначна фігура данської музичної сцени, і уже понад три з половиною десятиліття її цінують як письменницю та композиторку.
Випустила кілька сольних альбомів, а також була учасницею кількох гуртів, як-от «Shit & Chanel», «Anne Linnet Band» і «Marquis de Sade». Анн Ліннет — одна з невеликої групи данських музикантів й авторів пісень, яка незмінно популярні протягом багатьох років. Анн Ліннет відома своїми добре написаними, чесними текстами, дослідженнями багатьох музичних стилів і постійним бажанням спробувати щось нове. У 2008 році вона отримала почесну нагороду IFPI Denmark за свою багаторічну роботу на данській музичній сцені.

## Кар'єра
Анн Ліннет дебютувала як музикантка у 17 років, у 1970 році, з орхуським гуртом «Tears», з яким вона випустила два альбоми. У 1973 році вона була одним із засновниць жіночого гурту «Shit & Chanel», яка випустила чотири альбоми за 7 років спільної роботи. Одним із їхніх найбільших хітів — пісня «Smuk og Dejlig», написана Анн Ліннет. Однією з причин розколу гурту стало те, що Chanel виграв проти них судовий процес щодо використання слова «Chanel». Після цього учасники гурту відчули потребу рухатися далі та робити щось нове.
Потім Анн Ліннет сформувала гурт «Anne Linnet Band», який випустив два альбоми у 1981 та 1982 роках. Двома іншими учасницями гурту були Санне Саломонсен і Ліс Соренсен, популярні співачки/музикантки, які з того часу мали довгу та успішну кар'єру.
У 1983 році вона організувала новий гурт «Marquis de Sade». Звук був жорсткішим і більш електронним, натхненним іншими європейськими гуртами середини 80-х, як-от «Eurythmics», це була зміна м'якішого поп/фолк-звучання, що до того часу характеризувало її музику. Гурт випустив два альбоми. У той час вони викликали деякі суперечки та стали відомі завдяки пісням на садомазохістську («Marquis de Sade») і лесбійську («Hils din mor», «Venus») теми. Пісні «Glor på Vinduer» і «Nattog» стали хітами.
У 1986 році Анн Ліннет написала музику до фільму «Barndommens Gade», знятого за мотивами однойменного роману данської поетеси Туве Дітлевсен. Вона поклала на музику низку її віршів, пісні увійшли до альбому «Barndommens Gade». Вірш/пісня «Barndommens Gade» стала хітом.
У 1988 році вона випустила альбом «Jeg Er Jo Lige Her». Перший сингл «Tusind Stykker» став хітом, спочатку у версії Анн Ліннет, а пізніше також у виконанні шведського співака та музиканта Бйорна Афцеліуса.
У 1989 році вона випустила альбом «Min Sang» у співпраці з данським священником, автором і лектором Йоганнесом Моллехаве. Альбом містить її вірші, натхненні християнською вірою. Пізніше Ліннет і Моллехаве співпрацювали над серією церковних концертів і лекцій.
У 1996 році вона написала камерну оперу «Торвальдсен» про данського скульптора XIX століття Бертеля Торвальдсена.
Анн Ліннет — також авторка кількох книг. У 1983 році вона видала збірку віршів «Glimt», у 1999 році вийшла друком перша частина її автобіографії «Hvor kommer drømmene fra?», у 2000 році — чотири короткі дитячі книжки про песика Івана.
У 2006 році вона організувала виставку своїх картин олією у «Круглій вежі», Копенгаген.
У 2007 році вона випустила схвалений критикою сольний альбом «Akvarium», який став успішним.
20 серпня 2012 року оголосили, що Ліннет замінить Cutfather як суддя на «X Factor» у шостому сезоні, приєднавшись до Томаса Блахмана та нової судді Іди Корр (яка замінила Перніл Розендал). Вона була наставницею у категорії «Гурти» та посіла третє місце з «Wasteland». З невідомих причин Ліннет не повернулася у сьомому сезоні, її замінив Remee.

## Особисте життя
Ліннет навчалася в Орхуській державній гімназії та здобула ступінь у Королівській академії музики в Орхусі. До 1985 року була одружена з джазовим музикантом Гольгером Лауманном, народила двох дітей: Єва (Євамарія) та Ян Мартін (Шон), якого тепер звуть Маркус. Також має сина Александера Тео Ліннета від стосунків з Мадсом Бюлем Нільсеном. Александер став відомим як Xander, а його сингл «Det burde ikk være sådan her» очолив данські чарти синглів у 2011 році. Ліннет також має двох прийомних дітей, народжених у Румунії, Пітера та Марію. Вона бісексуалка і з часом стала іконою лесбійок у Данії.
6 червня 2010 року BT повідомило, що Анн Ліннет уклала договір про партнерство та чекає дітей з 23-річною Тессою Франк. 31 липня 2010 року Тесса Франк Ліннет народила дочку Ізольду Елізабет Франк Ліннет. 19 квітня 2013 року Тесса народила хлопчика Немо. У грудні 2013 року Анн Ліннет оголосила, що вони розійшлися.

## Вибрана дискографія
як «Tears»
- Tears (Spectator, 1970)
- In My Ears (Artist, 1974)

як «Shit & Chanel»
- Shit & Chanel (1975)
- Shit & Chanel No. 5 (1976)
- Tak for sidst (1978)
- Dagen har så mange farver (1979)

як «Anne Linnet Band»
- Anne Linnet Band (CBS, 1981)
- Cha Cha Cha (CBS, 1982)

як «Anne Linnet & Marquis De Sade»
- Marquis De Sade (CBS, 1983)
- Hvid Magi (CBS, 1985)
- En Elsker (CBS, 1986)
- Over mig, under mig (Universal, 2002)

як Анн Ліннет
- Sweet Thing (1973) LP
- Anne Linnet (1974) LP
- Kvindesind (Exlibris, 1977)
- You're Crazy (Better Day Records, 1979)
- Berlin '84 (CBS, 1984), Linnet / Salomonsen
- Jeg Er Jo Lige Her (Pladecompagniet, 1988)
- Go' Søndag Morgen (Pladecompagniet, 1989), дитячий альбом
- Мін Сан (Pladecompagniet, 1989)
- Krig & Kærlighed (Pladecompagniet/Virgin, 1990), Linnet / Salomonsen
- Det' Så Dansk (Pladecompagniet, 1992)
- Tal til mig (Pladecompagniet, 1993)
- Pige Træd Varsomt (Pladecompagniet, 1995)
- Торвальдсен (Pladecompagniet, 1996) опера
- Bitch Boys (Mega Records, 1997) Bitch Boys
- Nattog Til Venus (Sony Music, 1999) подвійний CD
- Jeg og Du (Граппа, 2000)
- Relax (Universal Music, 2003)
- Her hos mig (Universal Music A/S, 2005)
- Akvarium (Sony BMG, 2007)
- Anne Linnet (Sony BMG, 2008)
- Boksen (Sony BMG, 2009)
- Linnets Jul (Sony, 2010)
- De bedste (Sony, 2011)
- Kalder længsel (Sony, 2012)
- Alle Mine Drømme om Dig (ArtPeople, 2015)
- Vi Synger Julen Ind (Sony, 2020)